# Ich bin in mir vergnügt, BWV 204
Ich bin in mir vergnügt, BWV 204 (Soc feliç amb el meu fat), és una cantata profana de Johann Sebastian Bach estrenada, probablement, a Leipzig al voltant de l'any 1725.

## Origen i context
El llibret està basat en el poema Von der Zufriedenheit de Christian Friedrich Hunold, publicat a Leipzig l'any 1713, amb l'afegitó de dues estrofes, d'origen desconegut, els versos que segueixen els dos primers del número 7 i tot el número 8. Hunold, que firmava amb el pseudònim de Menantes, era professor de Poètica i de Dret a la Universitat de Halle i exercia de crític literari a Hamburg. El text, molt moralitzant, proposa un examen de consciència i conclou que només en Déu és possible assolir la satisfacció i la felicitat personals. No se sap el motiu de la seva composició i se suposa que fou destinada al cercle íntim d'amics de Bach

## Anàlisi
Obra escrita per a soprano, flauta travessera, dos oboès, corda i baix continu. Consta de vuit números, quatre recitatius i quatre àries alternats
1. Recitatiu (soprano): Ich bin in mir vergnügt (Soc feliç amb el meu fat)
2. Ària (soprano): Ruhig und in sich zufrieden (Sentir-se feliç i en pau)
3. Recitatiu (soprano): Ihr Seelen, die ihr außer euch (Ànimes que sempre aneu)
4. Ària (soprano): Die Schätzbarkeit der weiten Erden (Fetilleries d'aquest ample món)
5. Recitatiu (soprano): Schwer ist es zwar, viel Eitles zu besitzen (Ben mirat, posseir banalitats costa molt)
6. Ària (soprano): Meine Seele sei vergnügt (Que la meva ànima es solaci)
7. Recitatiu (soprano): Ein edler Mensch ist Perlenmuscheln gleich (L'home noble és com la mareperla)
8. Ària (soprano): Himmlische Vergnügsamkeit (Cèlica complaença)

Musicalment consta de quatre recitatius i quatre àries alternades a càrrec exclusiu del soprano, fet que planteja el problema de trobar varietat i mantenir l'interès al llarg de l'obra. Bach ho aconsegueix canviant els instruments– una flauta travessera, dos oboès, corda i baix continu – com a acompanyants obligats a les àries. El primer número és un recitatiu secco llarg sense res a destacar que dona pas a la primera ària en què el soprano acompanyat pels dos oboès i el continu amb un cert aire de siciliana; és una ària da capo en què destaca la vocalització de la primera secció sobre der grösste Schatz (el gran tresor) i ruhig (feliç). En el segon recitatiu, número 3, un quartet de corda i el continu recolzen la declamació inicialment pausada de la veu, i l'agitació posterior sobre wie Staub zerfliegen (s'esfuma aviat com el pols). L'ària del quart número, també ternària, està protagonitzada pel violí solista, conté diversos
figuralismes com les vint-i-dues notes de weiten Erden (ample món) o les setze semicorxeres de reich (ric). En el recitatiu del número 5 hi ha dos moments que trenquen la declamació, un sobre strahlen (raigs) amb un gir descendent i l'altre, amb moltes notes, sobre aller (tots). L'ària del número 6 és un diàleg de la veu amb uns passatges de la flauta plens de virtuosisme. L'últim recitatiu es converteix en arioso en les tres últimes estrofes. L'ària final és, pràcticament, una dansa amb compàs binari i dues seccions unides per un ritornello a càrrec de tots els instruments; a destacar la placidesa amb què es canta per primer cop la paraula Vergnügsamkeit (complaença) i l'èxtasi quan es repeteix en la cadència final. Té una durada aproximada de gairebé mitja d'hora.

## Discografia seleccionada
- J.S. Bach: Complete Cantatas Vol. 2. Ton Koopman, Amsterdam Baroque Orquestra, Lisa Larsson. (Challenge Classics), 2006.
- J.S. Bach: Secular Cantatas BWV 203-204. Helmuth Rilling, Bach-Collegium Stuttgart, Sibylla Rubens. (Hänssler), 1999.
- J.S. Bach: Secular Cantatas Vol. II. Bernard Labadie, Les Violons du Roy, Dorothea Röschmann. (Dorian Recordings), 1995.
- J.S. Bach: Secular Cantatas Vol. IV. Peter Schreier, Kammerorchester Berlin, Edith Mathis. (Berlin Classics), 1996.